# Apple A8
El Apple A8 es un sistema en chip basado en ARM de 64 bits diseñado por Apple Inc. Apareció por primera vez en el iPhone 6 y iPhone 6 Plus, que se presentaron el 9 de septiembre de 2014. Apple afirma que tiene un 25 % más de rendimiento de CPU y un 50 % más de rendimiento gráfico, mientras que solo obtiene el 50 % de la potencia de su predecesor, el Apple A7.

## Diseño
El A8 se fabrica en un proceso de 20 nm por TSMC, que reemplazó a Samsung como el fabricante de procesadores de dispositivos móviles de Apple. Contiene dos mil millones de transistores. A pesar de tener el doble de transistores que el A7, su tamaño físico es un 13% menor, siendo este de 89 mm². El A8 utiliza RAM LPDDR3-1333 en una interfaz de memoria de 64 bits; en el iPhone 6/6 Plus, la sexta generación de iPod touch y HomePod, el A8 tiene 1 GB de RAM incluida en el paquete, mientras que el A8 en el iPad Mini 4 y 4.ª generación de Apple TV está empaquetado con 2 GB de RAM.
El A8 tiene un caché L1 por núcleo de 64 KB para datos y 64 KB para instrucciones, un caché L2 de 1 MB compartido por ambos núcleos de CPU y un caché L3 de 4 MB que sirve a todo el SoC. Como su antecesor, tiene un diseño fuera-de-orden. El procesador es de doble núcleo y, tal como se usa en el iPhone 6, tiene una frecuencia de 1.4 GHz, lo que permite que Apple afirme que es un 25 % más rápido que el A7. También apoya la noción de que esta sea una segunda generación de núcleo de Cyclon mejorado llamado Typhoon, y no una arquitectura completamente nueva que supuestamente significaría una ganancia de rendimiento más significativa por Hz.
El A8 también integra una unidad de procesamiento de gráficos (GPU) que es un PowerVR GX6450 de 4 shader-cluster.
El 16 de octubre de 2014, Apple presentó una variante del A8, el A8X, en el iPad Air 2. En comparación con el A8, el A8X tiene una GPU de 8 shader mejorada y un mejor rendimiento de la CPU debido a un núcleo adicional y superior frecuencia.

## Litigio por patentes
Se ha afirmado que el predictor de saltos del A8 infringe una patente de 1998. El 14 de octubre de 2015, un juez de distrito declaró a Apple culpable de infringir la patente de Estados Unidos US 5781752, «Circuito de especulación de datos basado en tablas para ordenador de procesamiento paralelo», en los procesadores Apple A7 y A8. La patente es propiedad de Wisconsin Alumni Research Foundation (WARF), una firma afiliada a la Universidad de Wisconsin. El 24 de julio de 2017, Apple recibió la orden de pagar 506 millones de dólares a WARF por la infracción de patente. La patente expiró en diciembre de 2016. Apple presentó un escrito de apelación el 26 de octubre de 2017 ante el Tribunal de Apelaciones de la Corte Federal de Estados Unidos, quien argumentó que Apple no infringió la patente de la Wisconsin Alumni Research Foundation.

## Productos que incluyen el A8
- iPhone 6 and 6 Plus
- iPod touch (6th generation)
- iPad mini 4
- Apple TV (4th generation)
- HomePod